# Заседа (Морнарички истражитељи: Лос Анђелес)
Епизода Заседа је 8. епизода 1. сезоне серије "МЗИС: Лос Анђелес". Премијерно је приказана 17. новембра 2009. године на каналу ЦБС.

## Опис
Сценарио за епизоду је писала Линдзи Стурман, а режирао ју је Род Холкомб.
Док је Хети у Сенату на расправи у Вашингтону, истрага о нестанку каплара води екипу МЗИС-а до украдених противоклопних ракета и опасном паравојном скупу који је специјални агент Мајк Ренко истраживао, а Кален и Сем су упали у клопку.
У овој епизоди се појављује директор Леон Венс. 

## Ликови

### Из серијеМЗИС: Лос Анђелес
- Крис О’Донел као Гриша Кален
- Питер Камбор као Нејт Гејц
- Данијела Руа као Кензи Блај
- Адам Џамал Крег као Доминик Вејл
- Линда Хант као Хенријета Ленг
- Џејмс Тод Смит као Семјуел Хана
- Берет Фоа као Ерик Бил

### Из серијеМЗИС
- Роки Керол као Леон Венс